# Salle Rameau
La salle Rameau est une salle municipale située dans le 1er arrondissement de Lyon, quartier des Terreaux, rue de la Martinière.

## Historique
Après la fermeture pour raison de sécurité de la salle philharmonique du quai Saint-Antoine, Georges Martin Witkowski souhaite que soit réalisée une nouvelle salle de concert pour y accueillir la Société musicale qu’il a créée (actuel Orchestre national de Lyon). La ville de Lyon possède la parcelle située entre la rue Hippolyte-Flandrin et la rue Louis-Vitet, percée à l'emplacement de la rue des Auges. Un arrangement habile entre la ville et la compagnie immobilière du 1er arrondissement est adopté par le Conseil Municipal le 25 février 1907. Il prévoit que la ville cède à la compagnie le terrain utile à la construction mais qu'elle devienne propriétaire du nouvel édifice. Pour compenser les coûts de construction et d'installation, la compagnie obtient pour 60 ans la gérance de la salle.
Au printemps 1907, Armand Fallières, président de la République, et Georges Clemenceau, président du Conseil, sont à Lyon pour poser la première pierre de la nouvelle salle de concert. La compagnie immobilière du 1er arrondissement est dirigée par l’architecte lyonnais François Clermont qui, déjà assisté d'Eugène Ribout, a construit 25 immeubles le long des rues de la Martinière, Thimonnier et Louis Vitet. Ils vont donc construire, en à peine plus d’un an, dans le style « Art nouveau » qui leur est cher, la salle de concert qui à l’époque est d’une capacité de 1 535 places assises. Aujourd’hui, selon la configuration, elle ne peut plus accueillir que 670 à 865 spectateurs.
Le 8 novembre 1908, l’orchestre de la Société des grands concerts de Lyon, constitué de plus de 200 musiciens, inaugure la salle avec l’air des Fêtes d’Hébé, de Jean-Philippe Rameau, et de la Neuvième Symphonie, de Ludwig van Beethoven. La salle Rameau est l’une des premières salles spécifiquement consacrées à la musique symphonique construites en France.

### Aujourd'hui
La salle Rameau est fermée et attend un programme de rénovation important. Sa réouverture prévue en 2021 a été reportée à 2024 en raison de la crise de la covid-19. Le bâtiment devra accueillir une salle de spectacle d'une capacité de 900 personnes, en plus d'une cantine solidaire et d'une scène tremplin pour les groupes locaux. En 2025, la rénovation n’a toujours pas eu lieu.

## Architecture
L'architecte François Clermont délègue abondamment, non seulement à Eugène Riboud, mais également à une multitude d'artistes et d'artisans. Le décor sculpté des galeries de la salle Rameau est confié à Flachat ; celui des frontons à Penelle. La décoration est luxuriante, en particulier, la façade rue de la Martinière possède deux mosaïques de Mangier et de Guillermin, l’une représentant Polymnie (fille de Mnémosyne et Zeus, muse présidant aux hymnes et à la pantomime ; on la disait inspiratrice des hymnes sacrés) et l’autre Euterpe (muse qui présidait à la Musique). On y voit également deux têtes sculptées entourées de fleurs, l’une dédiée à l’éloquence et l’autre à la musique, quatre colonnes d’ordre composite et de nombreuses sculptures de châteaux, de tours et de cornes d’abondance au-dessus des fenêtres. Elle porte sur l’arrondi un blason de Lyon et le poème de Clément Marot, « suis le lion qui ne mord point, sinon quand l’ennemi me poingt ». Le mobilier est fourni par les grands magasins des Cordeliers.

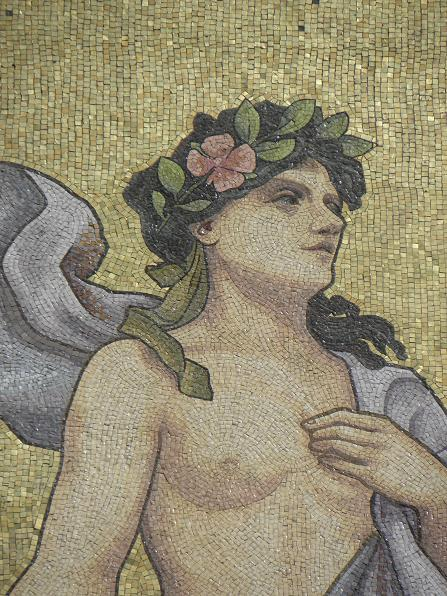
La muse Polymnie
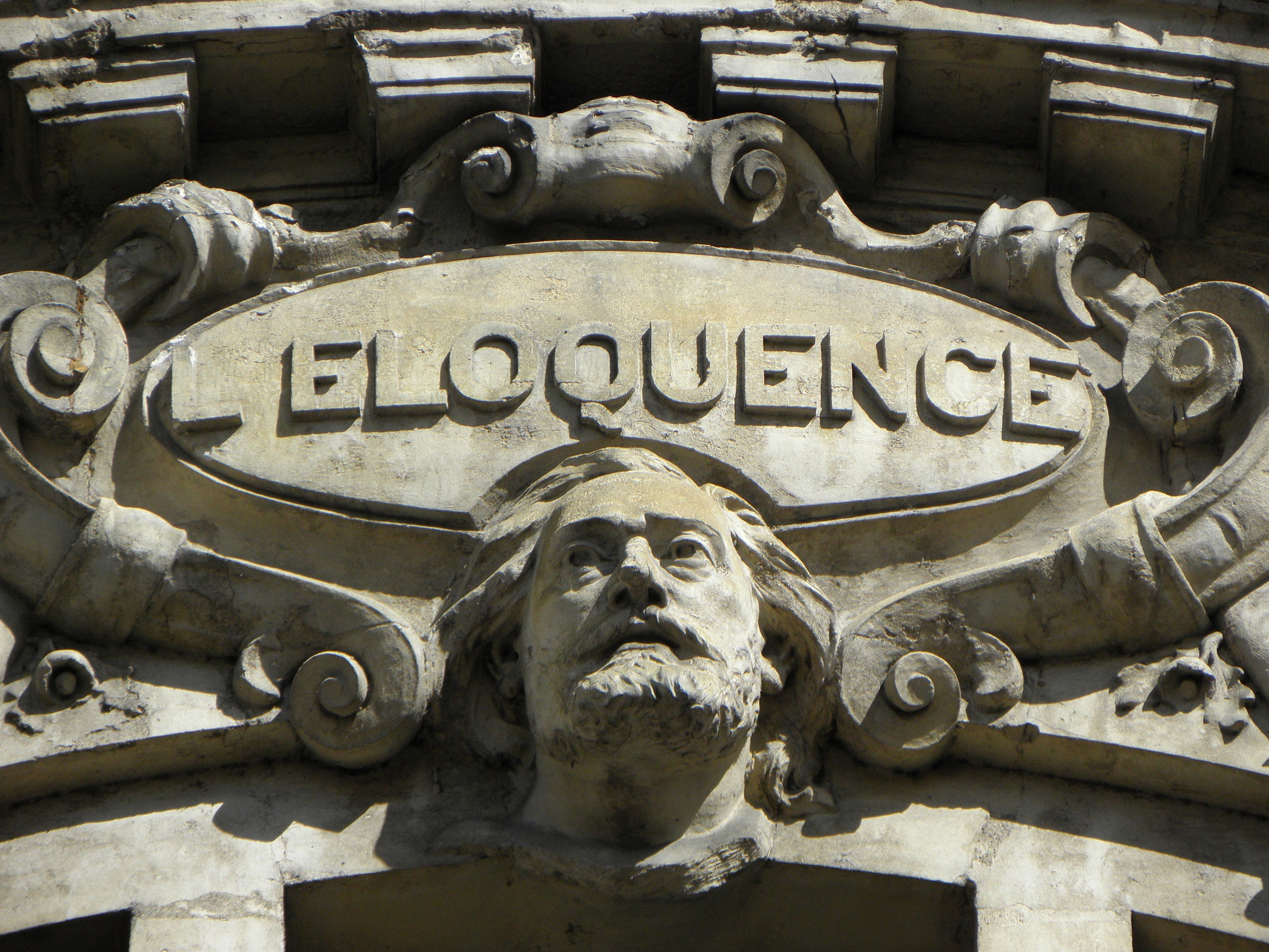
L'éloquence
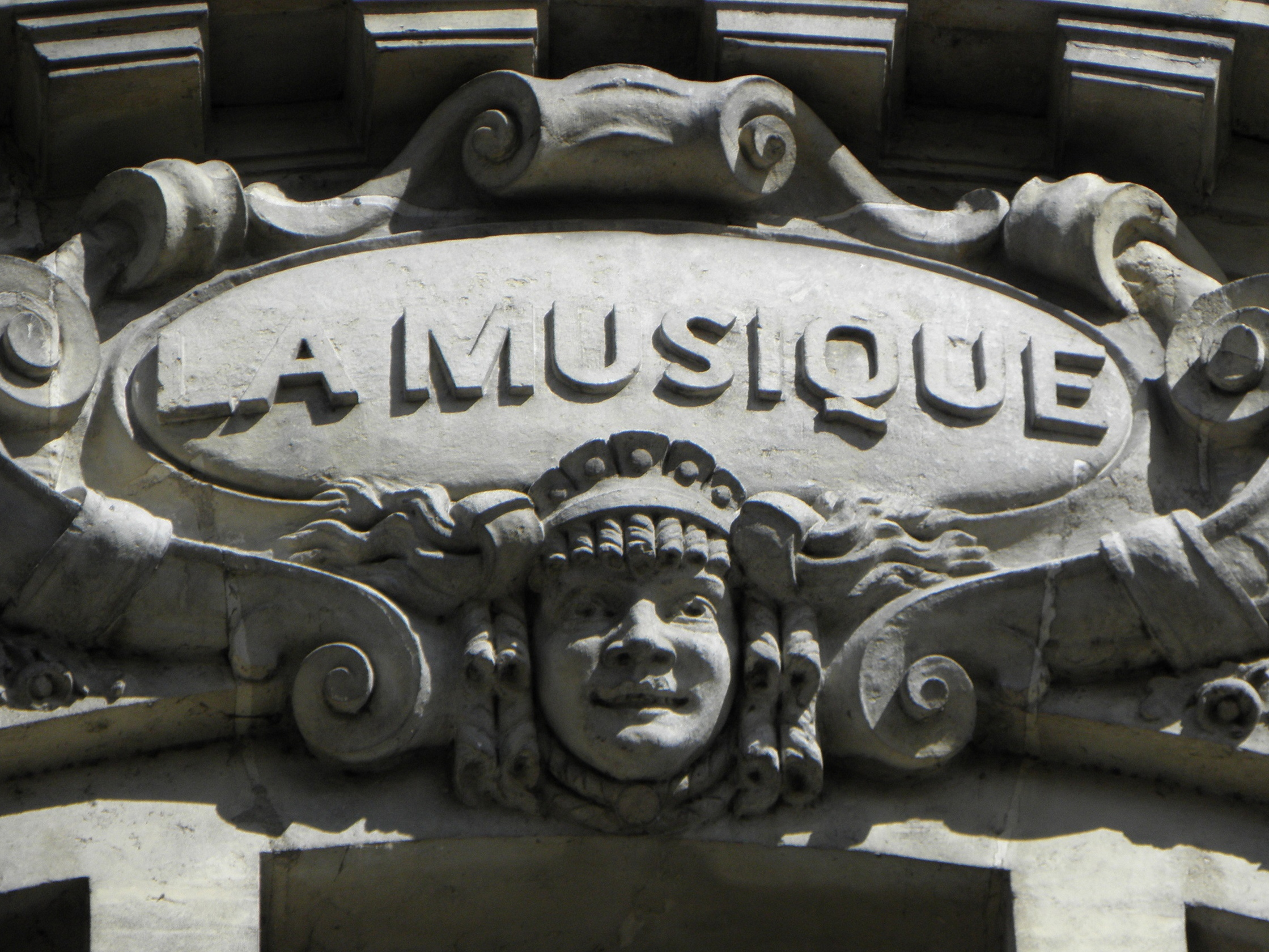
La musique
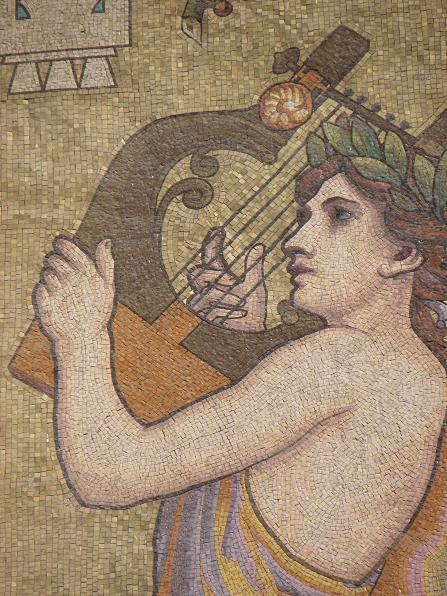
La muse Euterpe